# دوس بیگالو: ژیگولوی اروپایی
دوس بیگالو: ژیگولوی اروپایی (انگلیسی: Deuce Bigalow: European Gigolo) فیلمی در ژانر کمدی است که در سال ۲۰۰۵ به نمایش درآمد.
این فیلم دنباله فیلم دوس بیگالو: ژیگولوی مرد است که در سال ۱۹۹۹ اکران شد.

## چکیده داستان
دویس بیگالو از سوی دوست دلالش تی جی هیکز دعوت می شود تا به آمستردام برود. او با خوشحالی این دعوت را می پذیرد به ویژه که به تازگی موجب براه افتادن کشتاری غیرارادی در یک باشگاه شنای نابینایان شده است. بنابراین او به هلند سفر می کند و پای مصنوعی همسرش را که چند ماه پیش در مالیبو بر اثر حمله کوسه جان باخته، با خود می برد. در آمستردام، دویس با شهر، روسپی ها و کافی شاپ هایش از نزدیک آشنا می شود، تی جی هیکز او را به برخی از دوستان ژیگولوی خود از جمله هاینز هامر معرفی می کند و در این باره به او می گوید که یک قاتل ژیگولو در حال حاضر در شهر می چرخد. وقتی دویس در خیابان ها راه می رود، هاینز را بی جان می بیند، در حالی که شبح زنی با کت پوست پلنگی کمی دورتر می گریزد. بیگالو به خیال اینکه به او مواد مخدر داده اند و خیالاتی شده، جسم بیجان را به خانه قایقی تی جی هیکز منتقل می کند و تازه در آنجا متوجه می شود که هاینز مرده است و برای رهایی از شر جسد، آن را به داخل آب می اندازد. اما درست در این لحظه یک قایق توریست ها عبور می کند و از او در حالیکه دارد زیپ شلوار جسد را باز می کند، عکس می گیرند. بنابراین برای پلیس و مطبوعات مشخص است: تی جی هیکز قاتل ژیگولو است. تی حی ناجار است پنهان شود و دویس سعی خواهد کرد بی گناهی او را ثابت کند. 
سپس دویس با اوا، خواهرزاده کمیسر مسئول تحقیقات جنایی آشنا می شود که از اختلال وسواسی - شکاکی رنج می برد و یک ماجرای عاشقانه بین این دو نفر آغاز می شود. دویس پس از شرکت در کنگره ای از اتحادیه ژیگولوها موفق می شود فهرستی از آخرین مشتریان زن ژیگولوهای به قتل رسیده را بدست آورد. او با کمک تی جی هیکز در لباس مبدل یکی پس از دیگری به دیدار آنها می رود اما قاتل را پیدا نمی کند. وفتی بیگلو به خانه اوا می رود، اوا در حالی دوش گرفتن است پس بیگالو منتظر می ماند و همان وفت در رختکن نیمه باز یک کت پوست پلنگی شبیه لباس غریبه ای که در روز مرگ هاینز دیده بود، می بیند. بنابراین بیگالو متقاعد می شود که اوا قاتل است. 
بیگالو به خانه کمیسر می رود تا اوا را لو دهد. کمیسر به حرف دویس گوش می دهد، سپس به خانه خواهرزاده اش می رود و برای اوا فاش می کند که خود او یعنی کمیسر قاتل ژیگولو است و قصد دارد بمبی را در تئاتری منفجر کند که جایزه های «نعوظ های طلایی» سال در آن به برندگان اهدا می شود، تا تمام ژیگولوهای شهر را  با هم از بین ببرد. در راه، کمیسر به دویس پیشنهاد می کند که او را به تئاتر ببرد، بیگالو هنوز حقیقت را نمی داند. اوا موتور اسکوترش را سوار می شود و موفق می شود به دویس درباره آن خطر هشدار دهد. بیگالو موفق به تخلیه به موقع سالن تئاتر از جمعیت می شود و سپس کمیسر را به دوئل برمی اگیزد و کمیسر در نهایت دستگیر می شود.

## بازیگران
- راب اشنایدر
- ادی گریفن
- تیل شوایگر
- الیزابتا کانالیس
- آدام سندلر
- جروئن کرابا
- الکس دیمیترایدز
- اودد فهر
- آریجا باریکیس
- جکی سندلر
- کلی بروک
- زوئی تلفورد